# Барнумов ефекат
Барнумов ефекат, такође познат као Фореров ефекат или Барнум-Форер ефекат, представља феномен у психологији који описује тенденцију људи да прихвате опште и ваге описе личности као изузетно тачне за њих саме, упркос чињеници да се исти ти описи могу применити на велики број људи. Именован по П.Т. Барнуму, циркуском промотеру познатом по његовој употреби општих изјава да задиви публику, овај ефекат објашњава зашто су псеудонаучне праксе попут астрологије, читања ауре и прорицања популарне и широко прихваћене.
Барнумов ефекат се често користи од стране практичара псеудонауке да убеде људе у аутентичност њихових анализа, искориштавајући тенденцију појединаца да траже лични значај у амбигуитетним изјавама. Када се овакве изјаве представе као прецизне анализе личности, људи су склони да их интерпретирају на начин који одговара њиховом личном искуству, што доводи до веровања у њихову специфичност и тачност.
Концепт је првобитно идентификовао амерички психолог Пол Еверет Мил 1956. године, који је употребио израз у свом есеју Wanted – A Good Cookbook да илуструје колико су људи вољни да верују у општости као специфичне личне оцене.
Експеримент који илуструје овај ефекат изведен је 1948. године од стране Бертрама Р. Форера, који је студентима дао тест личности, а затим сваком појединцу издао исту, веома општу анализу личности, наводно засновану на резултатима теста. Студенти су ову анализу оценили високо на скали односности, што је показало њихову склоност да верују у општости као специфичне инсајте о њиховој личности.